# Massie Kennard
Massie Kennard (* 23. Oktober 1918 (Datum unsicher) in Chicago, Illinois; † 10. Oktober 1986 in Chicago), vollständiger Massie L. Kennard Jr., war ein afroamerikanischer lutherischer Pastor, der später Geschäftsführer für die Programmmitarbeiter des Ausschusses für die amerikanische Missionsarbeit der Lutherischen Kirche in Amerika wurde.

## Bedeutung
Kennard war eine Hauptfigur des Kampfes für die ethnische und rassenbezogene Gleichberechtigung und Integration in der damaligen Lutherischen Kirche in Amerika. Sein Ziel war dabei, Amerikaner nichteuropäischer Abkunft wie Asiaten, Ureinwohner und Afroamerikaner, für das geistliche Amt zu gewinnen, um aus seiner Kirche eine multiethnische Gemeinschaft zu machen. Allein mit dieser Arbeit, nutzte er das Laienmitarbeiterprogramm der Kirche. Von 175 Personen, mit denen er arbeitete, konnte er 12 in das geistliche Amt führen, darunter auch Frauen.

## Leben
Im Zweiten Weltkrieg diente Kennard für vier Jahre bei der amerikanischen Luftwaffe. Für sechs Jahre verkaufte er Immobilien und Versicherungen in Las Vegas, Nevada.
Kennard erwarb an der Roosevelt-Universität den akademischen Grad eines Bachelors der Psychologie und am Theologischen Seminar Garrett einen Abschluss als Bachelor der Theologie. Danach studierte er am Lutherischen Theologischen Seminar in Chicago.
Im Jahre 1958 ordiniert, diente er der Kirche in verschiedenen offiziellen Positionen.
1959–1965 war er Pastor der Concordia Lutheran Church in Buffalo.
1965 wurde er assoziierter Pastor der Augustana Lutheran Church in Washington.
1968 erhielt er von der Lutherischen Kirche in Amerika das Amt des Direktors für Minderheitenangelegenheiten der Abteilung für Missionsaufgaben in Nordamerika.
1970 erhielt er die Ehrendoktorwürde des Lutherischen Kollegs Midland in Fremont (Nebraska).
1972 wurde er Direktor der Lutherischen Kirche in Amerika für Sonderangelegenheiten.
1977 nahm er die Position des Direktors der Lutherischen Kirche in Amerika für Rassen- und ethnische Angelegenheiten an. In dieser Position verblieb er bis zu seinem Tod im Jahre 1986.
Der von ihm entwickelte Plan zur Integration von Minderheiten wurde von seiner Kirche im Jahre 1978 angenommen.

## Gedenktag
Der Heiligenkalender der Evangelisch-Lutherischen Kirche in Amerika erinnert an ihn als einen der Erneuerer der Kirche am 10. Oktober.

## Verwandte
- Geschwister: Eugene Kennard und Juanita Schaffer geb. Kennard
- Kinder: Elyse Kennard und Massie Kennard III.